# 조아 (후토스)
조아는 후토스의 히로인이다. 엄청 웃고 밝은 성격을 가진 캐릭터다. 성우는 김지혜다.

## 대표 멘트
"조아는 다 좋아." 등